# Special Air Service

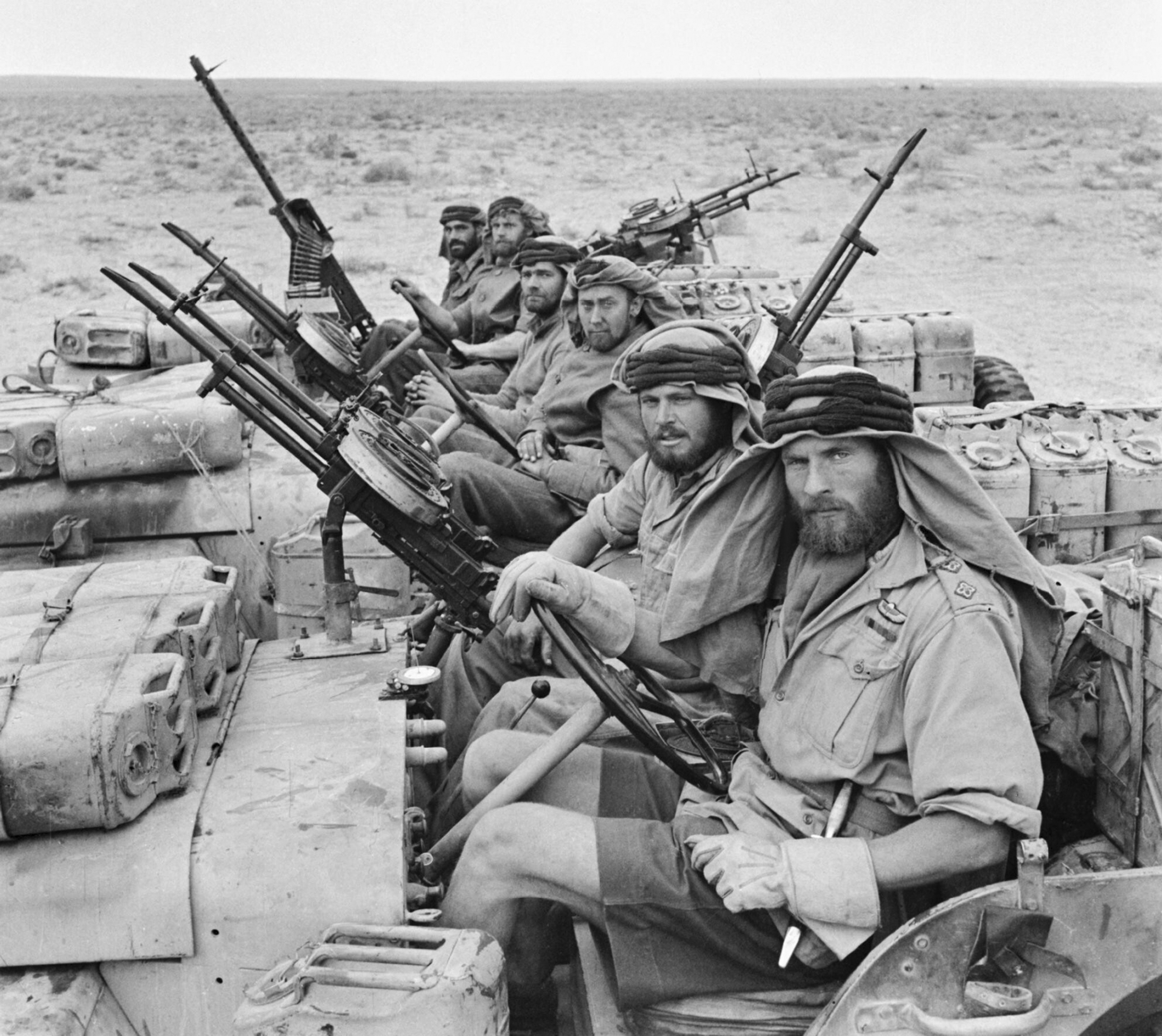
De SAS in Noord-Afrika.

De Special Air Service (SAS) is een Special Forces-eenheid afkomstig uit het Verenigd Koninkrijk. Deze eenheid werd in het leven geroepen voor speciale methoden van oorlogvoering, vaak kleinschalige operaties achter de vijandelijke linies zoals verkenning en sabotage, en werd een voorbeeld voor de oprichting van veel andere special forces, zowel in de Britse krijgsmacht (zoals de Special Boat Service) als in de krijgsmachten van andere landen. De SAS heeft een succesvolle reputatie en staat bekend om zijn zeer goed getrainde soldaten. Voor de specialisten van de SAS wordt de afkorting ook wel gebruikt als pseudo-acronym voor: Speed Aggression Surprise. Hun motto: Who dares, wins (Engels voor: Wie durft wint.)

## Ontstaan
De ontstaansgeschiedenis van de SAS laat zich lezen als een jongensboek. In 1941 stond het front in Noord-Afrika sterk onder druk, de Duitse generaal Rommel met zijn speciale woestijntroepen van het Afrikakorps rukten snel op en generaal Auchinleck moest in allerijl de ontslagen Wavell vervangen na de desastreus verlopen operatie Battleaxe. Toen David Stirling, een lid van de Layforce (een speciale eenheid van de Britse commando's) in Caïro in het ziekenhuis lag overdacht hij de manier waarop men nu handelde, en zette hij in grote lijnen het idee voor de SAS op papier. Dit zouden kleine eenheden goedgetrainde specialisten moeten zijn die achter de vijandelijke linies zouden opereren.
Stirling was van mening dat de enige manier om zijn plan te verkopen een audiëntie bij de Colonel-in-Chief was. Het Middle East Head Quarters, werd naar zijn mening bevolkt door aartsconservatieve technocraten, of "fossilized shit" zoals hij het zelf noemde, die alles wat op een nieuw idee leek reflexmatig blokkeerden. Dus schreef hij een vertrouwelijk memorandum buiten de gebruikelijke kanalen om.
Hij reed rechtstreeks naar het MEHQ, waar hij (op krukken) de wacht probeerde wijs te maken dat hij zijn pasje was vergeten. De wacht trapte er niet in, en Stirling zag zich gedwongen (met achterlating van zijn krukken) door een gat in het hek te klimmen. De wacht kreeg hem in de gaten en de jonge luitenant schoot het gebouw binnen, waar hij, na een paar willekeurige deuren te hebben geprobeerd om aan de inmiddels gealarmeerde wacht te ontkomen, het kantoor van de plaatsvervanger van Auchinleck, generaal Neil Ritchie, binnenstormde. Deze hoorde Stirling aan en beloofde diens memorandum aan zijn superieur te overhandigen. Na een tweede gesprek met Ritchie kreeg Stirling 6 officieren en 60 man om zijn idee in de praktijk te brengen.

## Rekrutering en training
De manschappen die voor de eerste missies werden gerekruteerd (de originals) waren voornamelijk afkomstig uit de Layforce, waar Stirling zelf ook lid van was. Om Duitse agenten te misleiden kreeg de eenheid de naam Special Air Services brigade, L-detachment, wat moest suggereren dat hij een onderdeel van een groter geheel was.
Stirling had geen enkel probleem om genoeg kandidaten te werven en paste een strenge selectie toe. De eenheid werd naar een kaal, vierkant stuk grond in de woestijn gereden en kreeg als eerste opdracht een kamp te stelen van de New Zealand Division. De operatie lukt en men maakt zelfs een piano voor de officiersmess buit. Dit was echter gedeeltelijk het resultaat van het MEHQ en met name van Adjudant Generaal Branch. Kennelijk was het niet voldoende toestemming van de Commander in Chief te hebben.
De rest van de training was minder grappig. De rekruten moesten van rijdende vrachtwagens springen, kregen uitgebreide trainingen in parachutespringen, overlevingstechnieken, medische noodverzorging, navigatie- en communicatie-technieken, verkenning en gebruik van springstoffen. Oefenen met Britse zowel als Duitse en Italiaanse wapensystemen stond uiteraard ook hoog op het programma. Stirling eiste bovendien een onberispelijke discipline en wie niet aan de standaarden van het korps voldeed, kreeg een RTU (return to unit, terug naar eenheid). Dit is nog steeds de ultieme sanctie binnen de SAS.

## Eerste missies
Tijdens de eerste missies werkte de SAS nauw samen met de Long Range Desert Group, een langeafstandsverkenningseenheid die gebruik maakte van Chevrolet jeep-trucks. De sticks, eenheden van drie tot vijf man, zouden per parachute bij hun doelen landen en door deze eenheid later worden opgehaald. Op 16 november 1941 was het zover. Als onderdeel van de operatie Crusader moest L-detachment de vliegvelden van Timimi en Gazala aanvallen. De operatie liep echter uit op een complete ramp. Vitale onderdelen gingen verloren, het rendez-vous met de LRDG liep mis en slechts achttien manschappen en vier officieren overleven, grotendeels door hun uitstekende navigatie-training.
De stemming aan het kampvuur was bedrukt, maar uiteindelijk ontstond het idee de LRDG als "Desert Taxi Service" in te zetten. Deze benaming werd niet in dank afgenomen en de manschappen van de LRDG noemen de leden van L-detachment "Parashites". Toch bleek de samenwerking uiterst vruchtbaar en met een aantal succesvolle raids op vliegvelden bij Sirte, Tamit en Agheila was de reputatie van de eenheid snel gevestigd. 61 vijandelijke vliegtuigen, voorraden, brandstof en opslagplaatsen werden vernietigd, zonder verliezen aan Britse zijde.

## Regiment, Brigade, Ontbinding en Wederoprichting
Ondanks tegenwerking uit de gelederen van het MEHQ bleek de SAS brigade of the L-Detachment uiterst succesvol en doordat zij de Duitse logistiek en Luftwaffe volstrekt ontregelde, speelde de SAS een grote rol bij de Britse overwinning in Noord-Afrika. Aan de tegenwerking vanuit het MEHQ kwam een einde toen de verantwoordelijken officieel berispt en van hun functie ontheven werden, en de SAS kreeg regiments-status. Hoewel de rekruteringseisen en de training zeer zwaar waren, was er geen gebrek aan vrijwilligers en de SAS groeide uit tot een volwaardig regiment. Tijdens training werd elk lid van de SAS ook getraind in Duitse en Italiaanse wapens. In deze periode kreeg de eenheid de beschikking over jeeps volgehangen met water, brandstof en bewapend met het dubbel gemonteerd Vickers K machinegeweer en een M2 Browning .50/12,7mm, die het beeld van de SAS in de Tweede Wereldoorlog bepaalden.
Gedurende de hele Tweede Wereldoorlog was de eenheid actief in vele gebieden in Europa; eerst in Sicilië en Italië, later in Frankrijk en noordoost Nederland (Operatie Amherst). Dit betrof eenheden met zowel Britse en Franse militairen als manschappen uit de bezette gebieden. Zo werden in Nederland operaties uitgevoerd met Franse commando's in februari 1944 bij Wassenaarse Slag (een gedenksteen ter plekke herinnert daaraan) en met Noorse commando's in Zeeland. Na de missie in Noorwegen aan het eind van de Tweede Wereldoorlog in Europa, werd de eenheid formeel ontbonden. De reputatie van de inmiddels uit twee regimenten en een aantal speciale squadrons bestaande eenheid in de militaire hiërarchie was uiterst twijfelachtig. De mannen waren uitgezochte individualisten die het met wetten en orders niet altijd even nauw namen, wat op het slagveld een voordeel was, maar in vredestijd geen aanbeveling.
David Stirling streed met enige medestanders voor het behoud van de eenheid. Hij lunchte met Winston Churchill en overtuigde hem ervan de kern van de SAS in het Verre Oosten in te zetten. De War Office was echter niet geïnteresseerd en formeel hield de SAS in 1945 op te bestaan. Informeel namen veel ex-leden dienst in de TA (reservisten) eenheid 21 SAS, zodat al hun kennis en ervaring niet verloren zou gaan. Ook waren veel ex-leden betrokken bij de Griekse Burgeroorlog die direct na de Tweede Wereldoorlog begon tussen koningsgezinde Grieken en communisten. Het Verenigd Koninkrijk stuurt een 'stabilisatiemacht', die echter geen ervaring had met de guerrillatactieken van de Grieken. De SAS-leden hadden tijdens de Tweede Wereldoorlog zelf als guerrilla's gevochten, konden goed omgaan met de omstandigheden in de Griekse bergen, en liepen in veel gevallen in hun oude SAS-uniformen, met SAS-insignes.
Ook voerde de SAS in Palestina acties uit tegen Arabische en Joodse guerrilla's. Officieel werd de eenheid echter weer opgericht toen haar expertise nodig was in het Verre Oosten, na een communistische opstand in Maleisië. In 1948 werd de SAS door brigadegeneraal Mike Calvert heropgericht. De naam Malayan Scouts die het nieuwe regiment eerst zou hebben, werd al snel vervangen door 'SAS'. Later kreeg de SAS een officieel regimentsnummer: 22 SAS regiment. De twee reservistenregimenten hebben de nummers 21 en 23.
Na de oprichting van het nieuwe regiment waren de leden constant aan het werk: Maleisië 1950-1958, Djabal Achdar (Oman) 1958-1959, Brunei/Borneo 1961-1966, Aden 1964-1967, Dhofar 1970-1977, waar ze de pro-Britse sultans steunden tegen communistische opstandelingen. In de jaren zestig werden ook de eerste SAS-leden naar Noord-Ierland gestuurd, maar door de grote behoefte aan inzet in andere conflictgebieden werden ze daar al snel weer teruggetrokken. Eind jaren zeventig waren ze er terug. Ze verzamelden er undercover inlichtingen en trainden een speciale inlichtingeneenheid (14 Intelligence Company) van het leger.
Begin jaren zeventig werd een speciale antiterrorisme-eenheid binnen het regiment opgericht, de zogenoemde CRW (Counter Revolutionary Warfare wing). De SAS had als een van de eerste ter wereld een operationeel antiterreur-team. In 1980 bestormden leden van de eenheid het gebouw van de Iraanse Ambassade, waarin zes Iraanse terroristen zich hadden verschanst met 26 gijzelaars waarvan ze er twee doodschoten. De hele operatie werd door de BBC gefilmd en bepaalde grotendeels het beeld dat de buitenwereld van de eenheid heeft.
In 1982 vocht het regiment in de Falklandoorlog waar het observatieposten inrichtte om de Argentijnen in de gaten te houden en waar het regiment een grootscheepse aanval deed op een Argentijns vliegveld op Pebble Eiland. Tijdens de eerste Golfoorlog werd het regiment massaal ingezet in Irak tijdens de jacht op de Scudraketten. Over deze acties in Irak is een groot aantal boeken geschreven, zoals Bravo Two Zero en 'De achtste man'. In de jaren negentig was het regiment actief in Bosnië en Sierra Leone. Na 2001 in Afghanistan, waar het jacht maakte op Taliban- en Al-Quaida-strijders, en Irak.

## Moderne selectie
De huidige selectie is opgedeeld in drie fases.

### Fase 1: Uithoudingstest
In de eerste fase gaan alle kandidaten naar Brecon Beacons. Hier moeten ze verschillende uithouding- en navigatie testen uitvoeren. De moeilijkste test is de 'fan dance'. Tijdens deze fase vallen veel kandidaten af.

### Fase 2: Jungle training
De kandidaten worden naar het tropische regenwoud in Belize gebracht. Hier leren ze te overleven in de meest extreme omstandigheden.

### Fase 3: Ontsnappingsoefeningen en ondervragingen
In deze laatste fase leren ze overleven achter vijandelijke linies. Ze krijgen ook te maken met ondervragingen.